# Opere di Roald Dahl

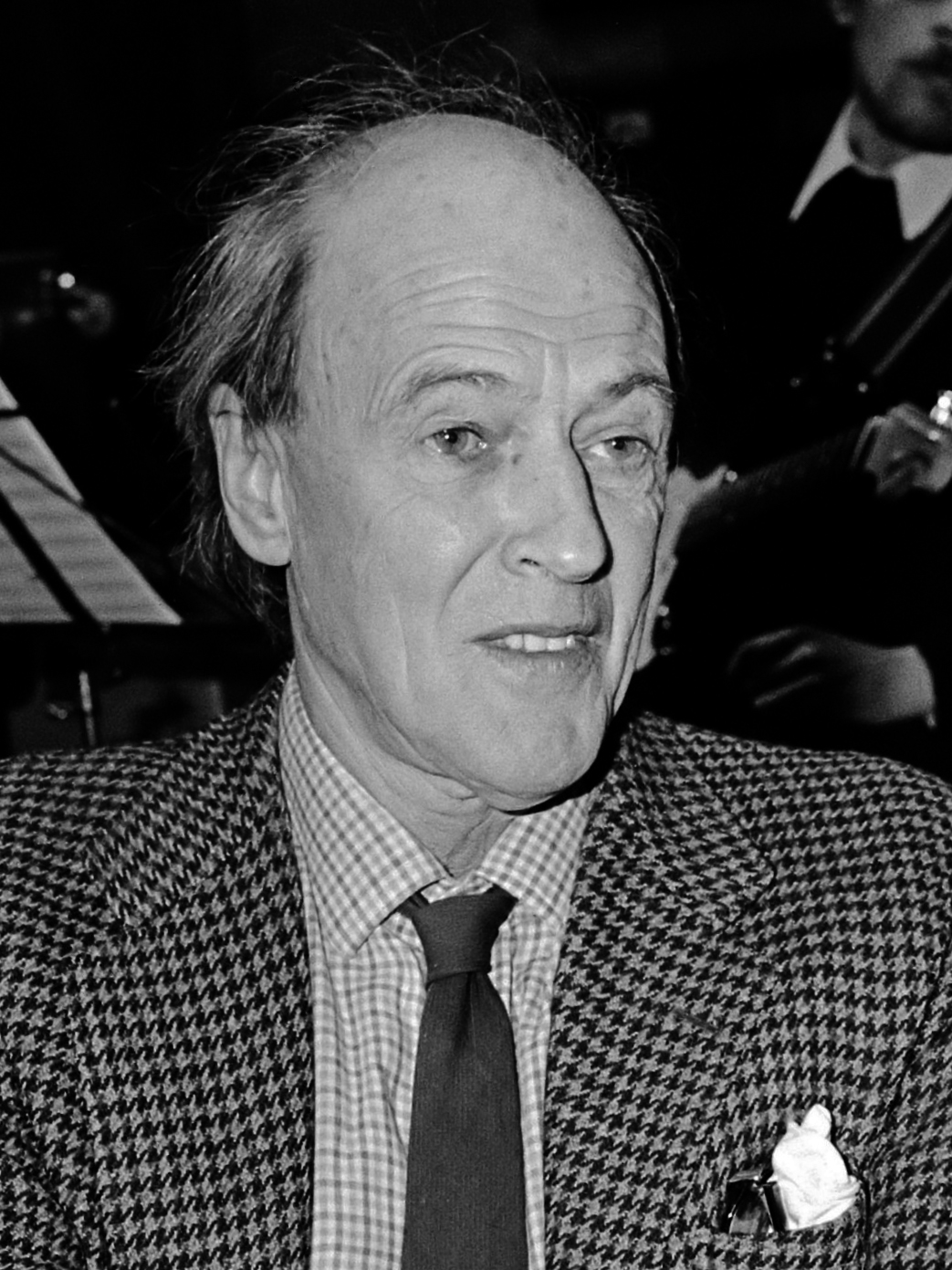
Roald Dahl nel 1982

Le opere di Roald Dahl comprendono romanzi, raccolte di poesie e di racconti, sceneggiature, opere teatrali e film, prodotte dell'autore britannico Roald Dahl.

## Vita e opere
Roald Dahl (1916-1990) è stato un autore e sceneggiatore britannico, e "lo scrittore più popolare di libri per bambini dai tempi di Enid Blyton", secondo il giornalista Philip Howard, l'editore letterario The Times. È stato cresciuto dalla madre norvegese, che lo portava ogni anno in Norvegia, dove gli raccontava le storie di troll e streghe presenti nelle oscure favole scandinave. Dahl fu influenzato da queste storie, i cui temi principali lo ispirarono a scrivere libri per bambini. Grazie a sua madre, il giovane Dahl coltivò una passione per la lettura e la letteratura.
Durante la seconda guerra mondiale Dahl fu un pilota della Royal Air Force fino a quando non si schiantò nel deserto libico; le ferite successive gli impedirono di continuare a volare. Fu assegnato a Washington come assistente addetto aereo, apparentemente un posto diplomatico, ma che includeva anche attività di spionaggio e propaganda. Nel 1942 lo scrittore C. S. Forester gli chiese di fornire dettagli sulle sue esperienze in Nord Africa che Forester sperava di utilizzare in un articolo sul Saturday Evening Post. Invece delle note che Forester si aspettava, Dahl inviò un articolo finito, per il quale fu pagato 900 dollari. Il lavoro portò a The Gremlins, una storia serializzata su Cosmopolitan su una creatura dispettosa del folclore della RAF, il gremlin; l'opera fu pubblicata come primo romanzo di Dahl nel 1943. Dahl ha continuato a scrivere racconti, sebbene questi fossero tutti rivolti al mercato per adulti. Furono venduti a riviste e giornali e in seguito furono organizzati in raccolte, la prima delle quali fu pubblicata nel 1946.
Dahl iniziò a inventare favole della buonanotte per i bambini, e queste formarono la base di molte delle sue storie. Il suo primo romanzo per bambini, James e la pesca gigante, fu pubblicato nel 1961, seguito, insieme ad altri, da La fabbrica di cioccolato, Furbo, il signor Volpe, Danny il campione del mondo, Il GGG e Matilde nel 1988.
La prima sceneggiatura di Dahl fu per un'opera teatrale, The Honeys, che apparve a Broadway nel 1955. A questa seguì una sceneggiatura televisiva, "Cosciotto d'Agnello", per la serie Alfred Hitchcock presenta. Ha anche co-scritto sceneggiature per film, tra cui Agente 007 - Si vive solo due volte e Chitty Chitty Bang Bang. Nel 1982 Dahl ha pubblicato la prima di tre edizioni di poesie, tutte rivolte ai bambini. L'anno successivo ha curato un libro di storie di fantasmi. Ha anche scritto diverse opere di saggistica, tra cui tre autobiografie, un libro di cucina, un opuscolo sulla sicurezza per le ferrovie britanniche e un libro sul morbillo, che parlava della morte di sua figlia Olivia per encefalite.
Nel 2019, le opere di Dahl sono state tradotte in 63 lingue e hanno venduto più di 200 milioni di libri in tutto il mondo. I suoi premi per il contributo alla letteratura includono il 1983 World Fantasy Award for Life Achievement e il British Book Award 'Autore per Bambini dell'anno' nel 1990. Nel 2008 The Times ha inserito Dahl al 16º posto nella lista dei "50 più grandi scrittori britannici dal 1945". È stato definito da The Independent "uno dei più grandi narratori per bambini del XX secolo". Alla sua morte nel 1990, Howard lo considerava "uno degli scrittori più letti e influenti della nostra generazione".

## Romanzi
I romanzi di Dahl.
| Titolo                               | Anno della prima pubblicazione | Editore della prima edizione        | Campo di applicazione |
| I Gremlins                           | 1943                           | Random House, New York              | Bambino               |
| Sometime Never: A Fable for Supermen | 1948                           | Charles Scribner's Sons, New York   | Adulto                |
| James e la pesca gigante             | 1961                           | Alfred A. Knopf, New York           | Bambini               |
| La fabbrica di cioccolato            | 1964                           | Alfred A. Knopf, New York           | Bambini               |
| Il dito magico                       | 1966                           | Harper & Row, New York              | Bambini               |
| Furbo, il signor Volpe               | 1970                           | Alfred A. Knopf, New York           | Bambini               |
| Il grande ascensore di cristallo     | 1972                           | Alfred A. Knopf, New York           | Bambini               |
| Danny, il campione del mondo         | 1975                           | Alfred A. Knopf, New York           | Bambini               |
| Il coccodrillo enorme                | 1978                           | Alfred A. Knopf, New York           | Bambini               |
| My Uncle Oswald                      | 1979                           | Michael Joseph, Londra              | Adulto                |
| Gli sporcelli                        | 1980                           | Jonathan Cape, Londra               | Bambini               |
| La magica medicina                   | 1981                           | Jonathan Cape, Londra               | Bambini               |
| Il GGG                               | 1982                           | Farrar, Straus and Giroux, New York | Bambini               |
| Le streghe                           | 1983                           | Farrar, Straus and Giroux, New York | Bambini               |
| Io, la giraffa e il pellicano        | 1985                           | Farrar, Straus and Giroux, New York | Bambini               |
| Matilda                              | 1988                           | Viking Kestrel, New York            | Bambini               |
| Esio Trot                            | 1990                           | Jonathan Cape, Londra               | Bambini               |
| Il vicario di Nibbleswick            | 1991                           | Century, Londra                     | Bambini               |
| I Minipin                            | 1991                           | Jonathan Cape, Londra               | Bambini               |

## Raccolte di Short Stories
Le raccolte di short stories di Dahl.
| Titolo                                                       | Anno della prima pubblicazione | Editore della prima edizione | Campo di Apllicazione |
| Over to You: Ten Stories of Flyers and Flying                | 1946                           | Reynal & Hitchcock, New York | Adulti                |
| Someone Like You                                             | 1953                           | Alfred A. Knopf, New York    | Adulti                |
| Kiss Kiss                                                    | 1960                           | Alfred A. Knopf, New York    | Adulti                |
| Twenty-Nine Kisses from Roald Dahl                           | 1969                           | Michael Joseph, London       | Adulti                |
| Switch Bitch                                                 | 1974                           | Alfred A. Knopf, New York    | Adulti                |
| Un gioco da ragazzi e altre storie                           | 1977                           | Jonathan Cape, London        | Adulti                |
| Il meglio di Roald Dahl                                      | 1978                           | Vintage Books, New York      | Adulti                |
| Il Brivido dell’Imprevisto                                   | 1979                           | Michael Joseph, London       | Adulti                |
| Storie ancora più Impreviste                                 | 1980                           | Michael Joseph, London       | Adulti                |
| A Roald Dahl Selection: Nine Short Stories                   | 1980                           | Longmans, London             | Adulti                |
| Due Fiabe                                                    | 1986                           | Viking Press, London         | Adulti                |
| Ah, Sweet Mystery of Life: The Country Stories of Roald Dahl | 1989                           | Michael Joseph, London       | Adulti                |
| The Roald Dahl Treasury                                      | 1997                           | Jonathan Cape, London        | Bambini               |

## Sceneggiatura
Molte delle opere di Dahl sono state utilizzate come base per film o programmi televisivi. I seguenti sono i quali in cui è stato riconosciuto come autore della sceneggiatura.
| Titolo                                                            | Anno della prima pubblicazione o produzione | Editore della prima edizione dove rilevante | Media                         | Note                                      |
| The Honeys                                                        | 1955                                        | –                                           | Lavoro teatrale               | Prodotto al Longacre Theatre on Broadway. |
| Alfred Hitchcock Presents: "Lamb to the Slaughter"                | 1958                                        | –                                           | Sceneggiatura televisiva      |                                           |
| Way Out: "William and Mary"                                       | 1961                                        | –                                           | Sceneggiatura televisiva      | Introdotto da Dahl in CBS                 |
| Si vive solo due volte                                            | 1967                                        | –                                           | Sceneggiatura cinematografica | Con Jack Bloom                            |
| Chitty Chitty Bang Bang: tutte le avventure della macchina magica | 1968                                        | –                                           | Sceneggiatura cinematografica | Con Ken Hughes                            |
| Willy Wonka e la fabbrica di cioccolato                           | 1971                                        | –                                           | Sceneggiatura cinematografica |                                           |
| The Night Digger                                                  | 1971                                        | –                                           | Sceneggiatura cinematografica |                                           |
| Il Grande gigante gentile: Spettacolo per bambini                 | 1976                                        | Puffin Books, Londra                        | Lavoro teatrale               |                                           |
| Charlie e la fabbrica di cioccolato: Spettacolo                   | 1976                                        | Puffin Books, Londra                        | Lavoro teatrale               |                                           |
| James e la pesca gigante: Spettacolo                              | 1982                                        | Puffin Books, Londra                        | Lavoro teatrale               |                                           |
| Charlie e il grande ascensore di cristallo: Spettacolo            | 1984                                        | Allen & Unwin, Londra                       | Lavoro teatrale               |                                           |
| Fantastic Mr Fox: Spettacolo                                      | 1987                                        | Puffin Books, Londra                        | Lavoro teatrale               |                                           |

## Poesie
La poetica di Dahl.
| Titolo          | Anno della prima pubblicazione | Editore della prima edizione |
| Versi perversi  | 1982                           | Jonathan Cape, (London)      |
| Sporche bestie  | 1983                           | Jonathan Cape, (London)      |
| Rhyme Stew      | 1989                           | Jonathan Cape, (London)      |
| Songs and Verse | 2005                           | Jonathan Cape, (London)      |
| Vile Verses     | 2005                           | Viking Juvenile, (New York)  |

## Libri redatti
Il lavoro di Dahl da redattore.
| Titolo                            | Anno della prima pubblicazione | Editore della prima edizione | Descrizione                       | Note                         |
| Il Libro delle Storie di Fantasmi | 1983                           | Jonathan Cape, London        | Adulti, raccolta di short stories | Lavoro unicamente da editore |

## Saggistica
La saggistica di Dahl.
| Titolo                               | Anno della prima pubblicazione | Editore della prima edizione   | Campo di applicazione | Note |
| Boy: Tales of Childhood              | 1984                           | Jonathan Cape, London          | Autobiografia         | |
| In Solitario, Diario di Volo         | 1986                           | Jonathan Cape, London          | Autobiografia         | |
| Measles, a Dangerous Illness         | 1988                           | Sandwell Health Authority      | Medico/Autobiografico | Riguardante la morte della sorella Olivia da encefalite del morbillo                                                |
| Memories with Food at Gipsy House    | 1991                           | Viking Press, London           | Libro di Cucina       | Con Felicity Dahl                                                                                                   |
| Roald Dahl's Guide to Railway Safety | 1991                           | British Railways Board, London | Libretto di Sicurezza | |
| The Dahl Diary 1992                  | 1991                           | Puffin Books, London           | Diario                | |
| My Year                              | 1993                           | Jonathan Cape, London          | Autobiografia         | |
| The Roald Dahl Diary 1997            | 1996                           | Puffin Books, London           | Diario                | |
| Il Tesoro di Mildenhall              | 1999                           | Jonathan Cape, London          | Storia                | Inizialmente pubblicato in Un gioco da ragazzi e altre storie poi pubblicato nel 1999 in un'edizione a titolo unico |